# Вулиця Тичини (Чернігів)
Вулиця Тичини — вулиця в Новозаводському районі міста Чернігова, в історичній місцевості (районі) Коти. Пролягає від проспекту Миру до тупика біля залізничної лінії Чернігів-Горностаївка.
Прилучаються вулиці Смирнова, Тюленіна, Мозирська, Коробко, Григорія Сурабка, Генерала Авдєєнка, провулок Мозирський, Тичини.

## Історія
До 1974 року називалася Шевченка — на честь українського поета Тараса Григоровича Шевченка. Перейменована, коли село Коти (його частина) увійшло до складу міста, оскільки в Чернігові вже була вулиця з такою назвою. Сучасна назва з 1974 року — на честь українського радянського поета і державного діяча Павла Григоровича Тичини.

## Забудова
Парна та непарна сторони вулиці зайняті садибною забудовою. Кінець вулиці: непарна сторона — територія промислових підприємств, парна — не забудована.
Установи:
1. будинок № 45 — будинок культури
2. будинок № 45 А — бібліотека (філія № 5 центральної міської бібліотеки ім. М. М. Коцюбинського), раніше міська бібліотека № 6
3. будинок № 69 — ТОВ «Чернігівшляхбуд», ТОВ «Мультигруп».
4. школа № 25 (ліквідована)